# Matang Kelayu
Matang Kelayu is een bestuurslaag in het regentschap Aceh Utara van de provincie Atjeh, Indonesië. Matang Kelayu telt 472 inwoners (volkstelling 2010).